# Isocladus bahamondei
Isocladus bahamondei är en kräftdjursart som beskrevs av Alberto Carvacho 1997. Isocladus bahamondei ingår i släktet Isocladus och familjen klotkräftor. Inga underarter finns listade i Catalogue of Life.